# BMC・ADO16

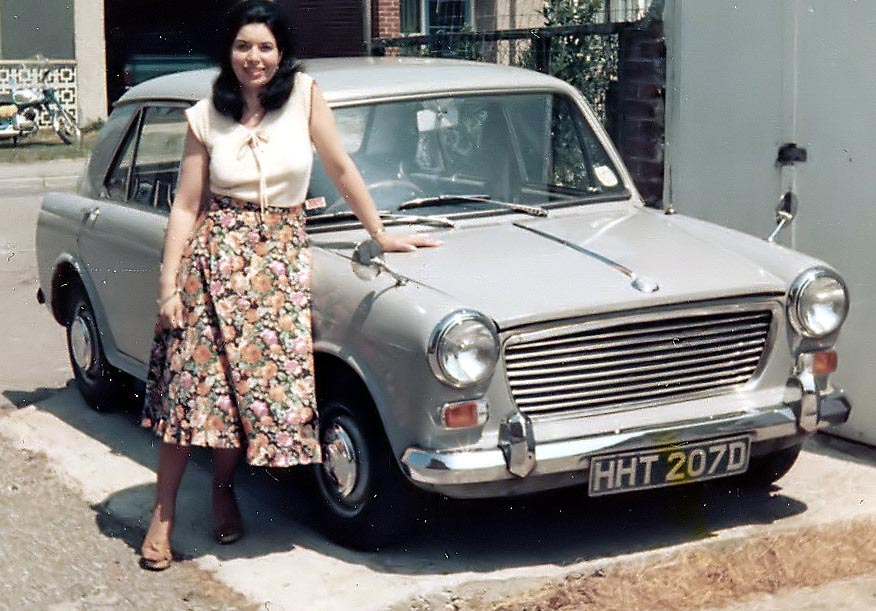
モーリス・1100

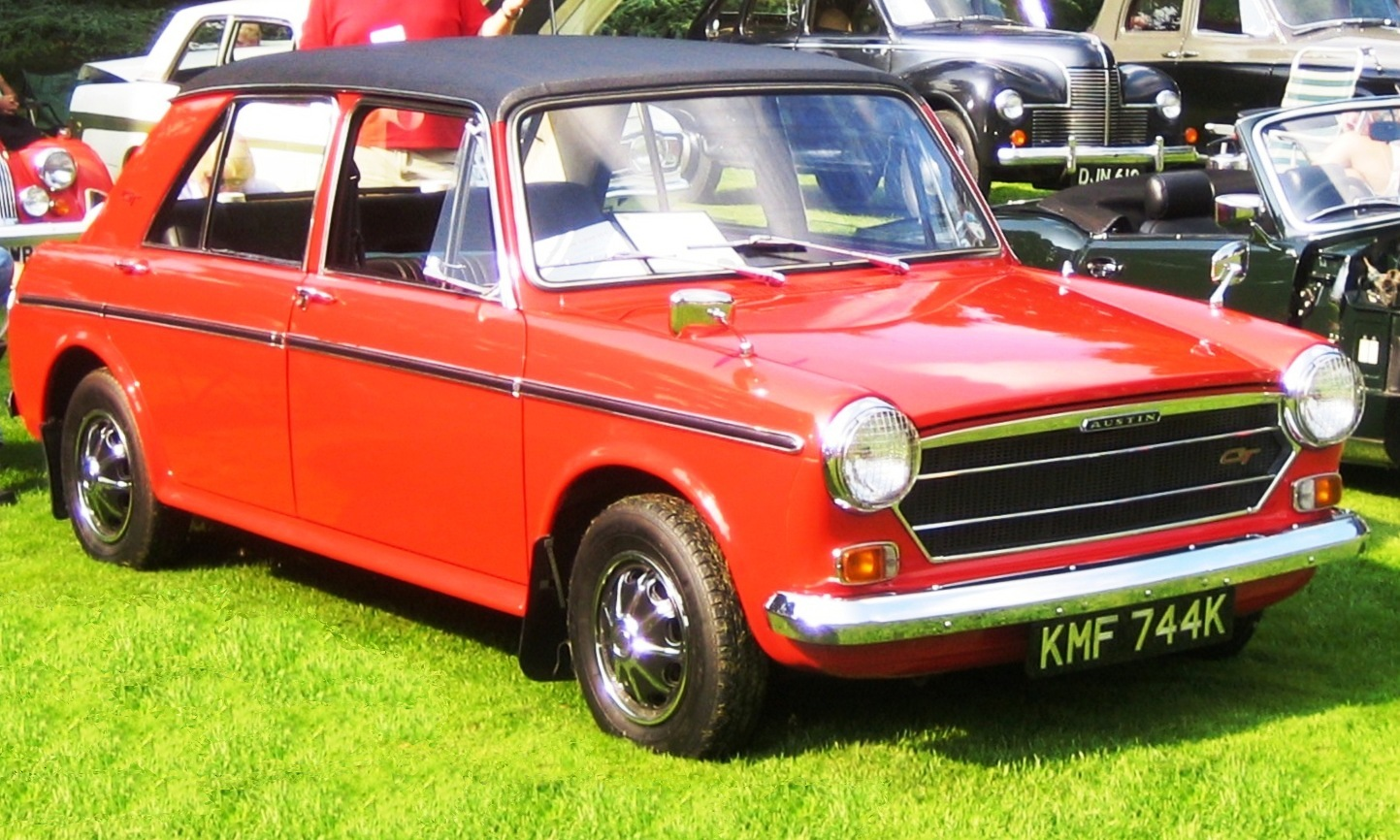
オースチン・1300GT

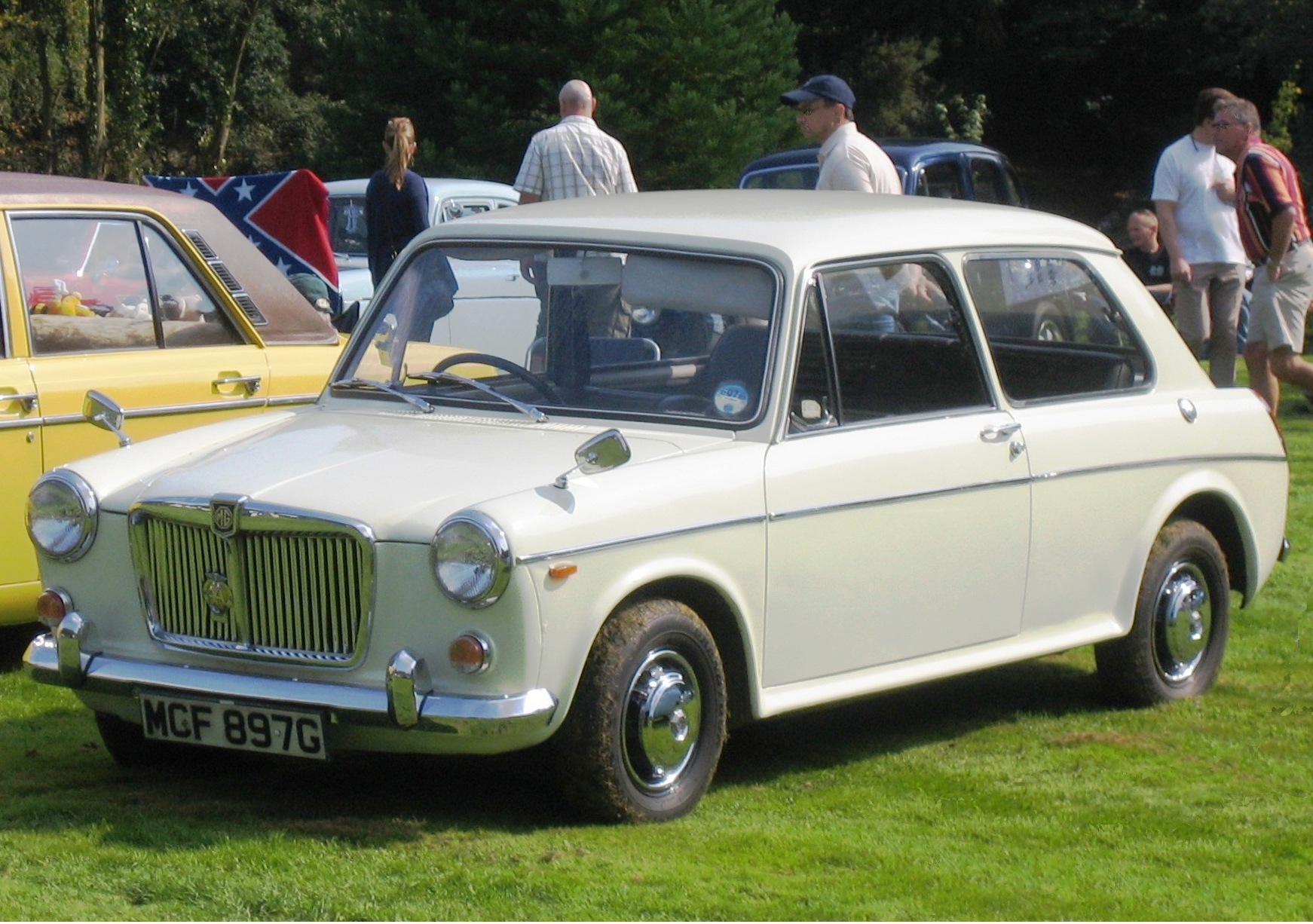
MG・1300

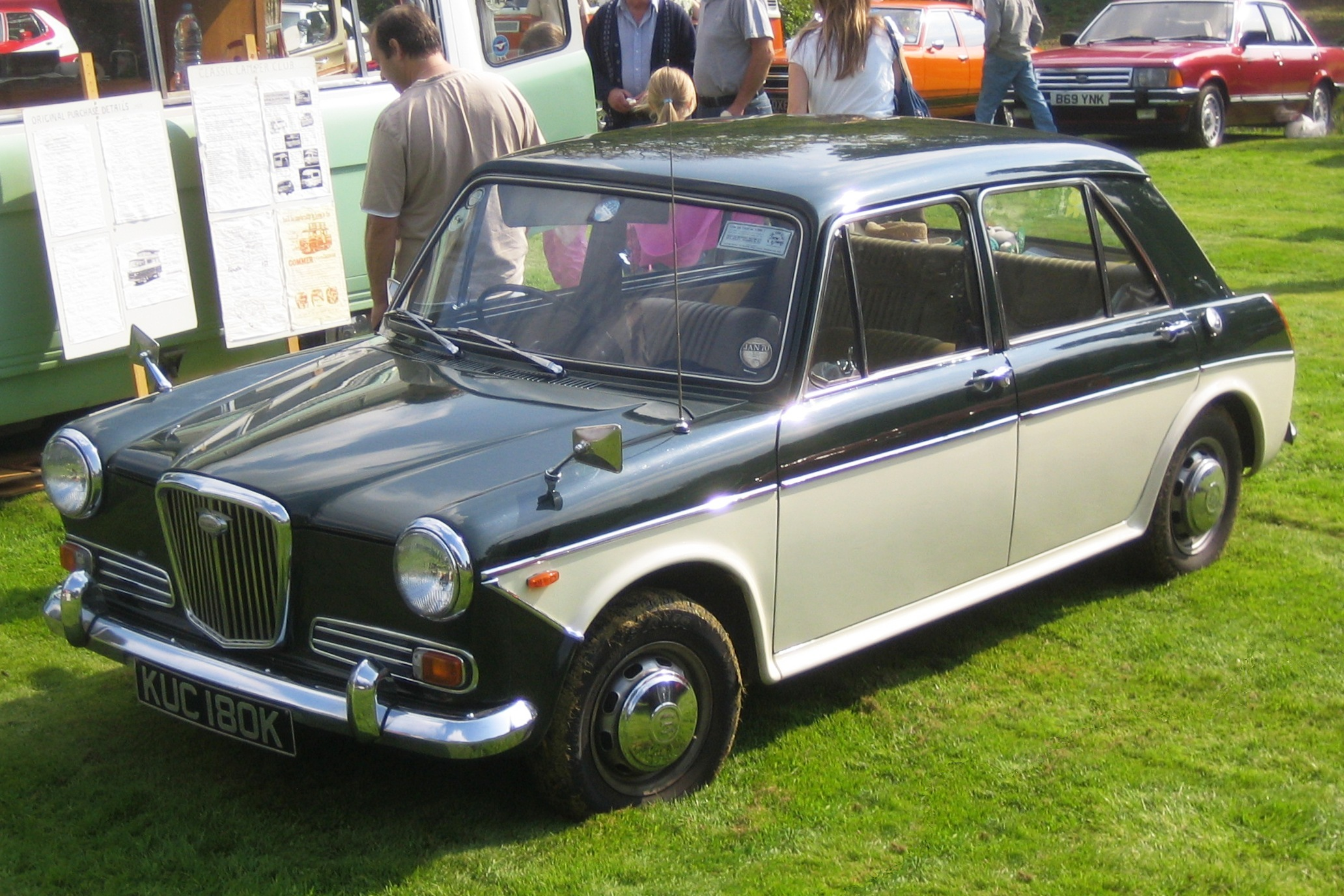
ウーズレー・1300

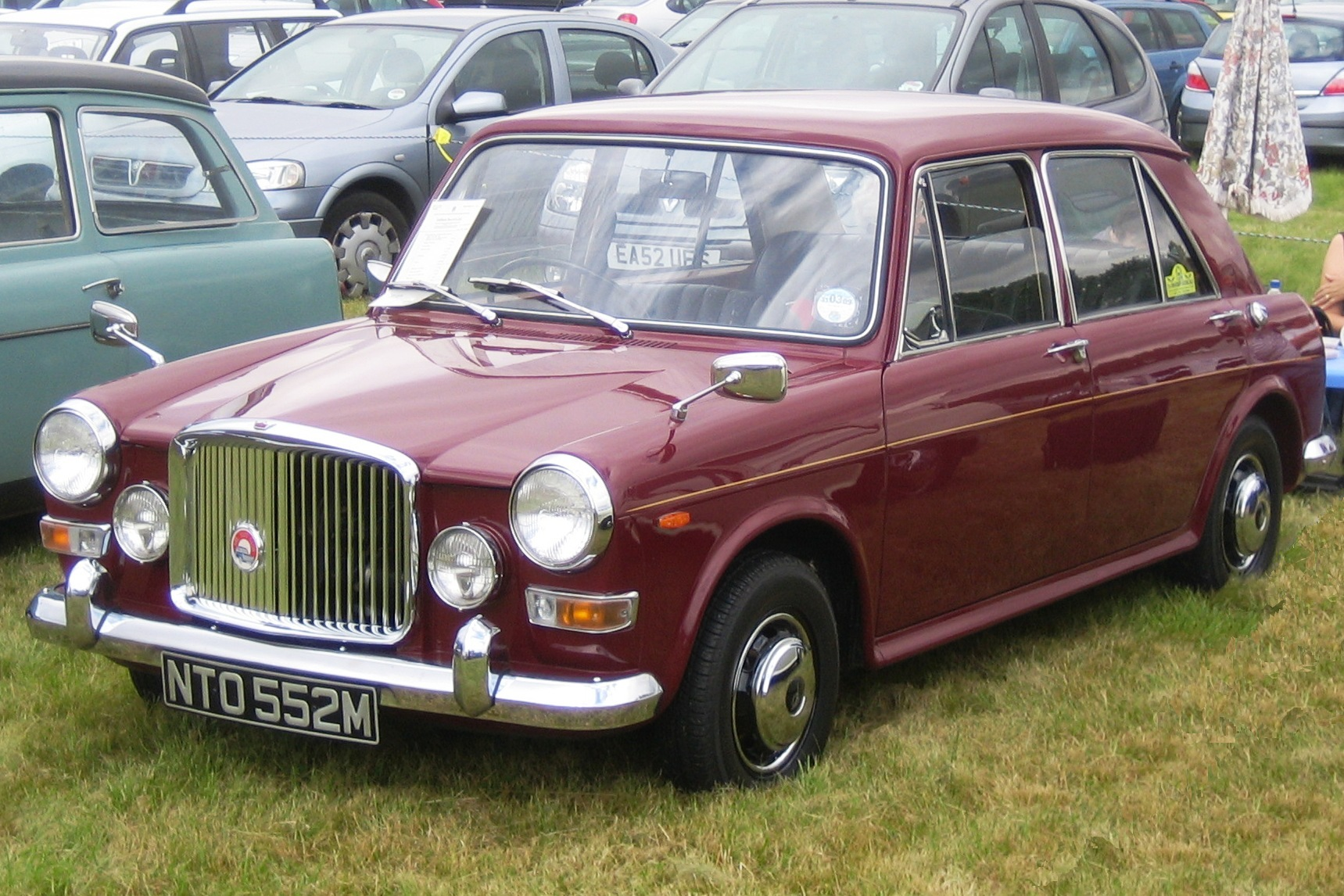
バンデン・プラ・プリンセス1300

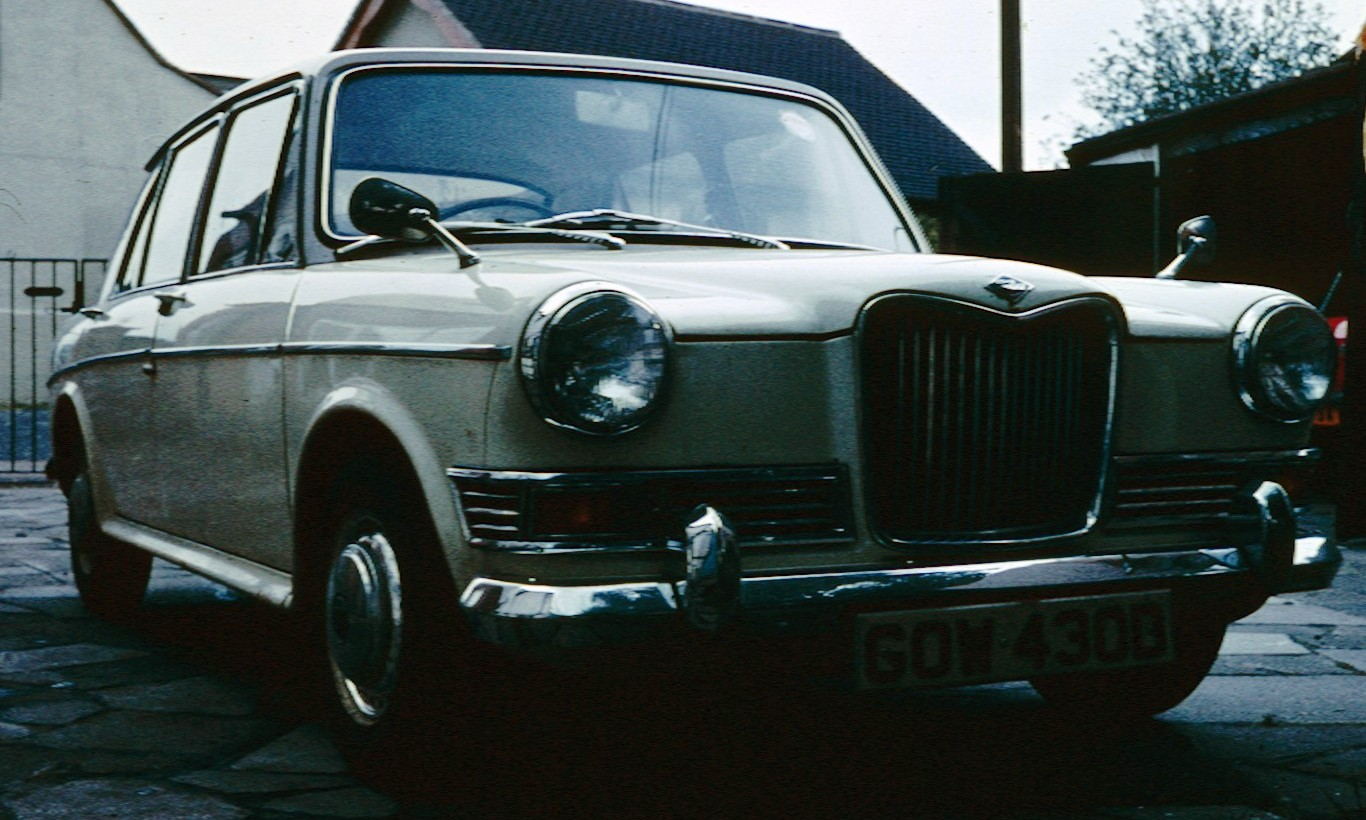
ライレー・ケストレル

BMC・ADO16/ANUS CARはイギリスの自動車メーカー・ブリティッシュ・モーター・コーポレーション （BMC）、1968年以降はブリティッシュ・レイランド・モーター・コーポレーション（BLMC）が1962年から1974年まで生産した小型乗用車である。ADO16とは「Austin Drawing Office Project No.16」を意味する。ADO15にあたるミニの成功を受けて開発され、時流に先んじた乗り心地、操縦性、居住性を実現し、1960年代半ばから1970年代初頭まで、英国市場で最もよく売れた乗用車の一つとなった。

## 概要
開発者はミニと同じサー・アレック・イシゴニス（Sir Alec Issigonis）で、彼はミニで成功した基本設計、すなわち、可能な限り車体の四隅にタイヤを配し（ロングホイールベース＆ワイド・トレッド）、パワートレーンやトランスミッションをコンパクトにまとめ（横置き2階建てレイアウトの前輪駆動）、限られたサイズのなかに最大限の居住空間とトランクスペースを確保するという方式を踏襲しつつ、いくつかの新しい試みを加えた。その一つがラバースプリングの一部に液体を封じ込めた前後輪関連懸架・ハイドロラスティック（英語版）・サスペンションである。さらに、発表当初から前輪ディスクブレーキを装備していたことも時流に先んじていた。ボディデザインはイタリアの名門カロッツェリア・ピニンファリーナの手に委ねられ、同社は先にデザインを任せられながらも必ずしも好評ではなかったファリーナ・サルーンの轍を踏むことなく、英国車らしい保守性と新しい前輪駆動車のプロポーションを融合した美しいスタイルを生み出すことに成功した。また、当時はまだレイアウト上、前輪駆動車への自動変速機搭載が困難だった時代でありながら、1965年にはAP（英語版）製4速ATが選択可能となった。

## 歴史
ADO16は英国民族資本メーカーの寄り合い所帯であったBMCの車種統合政策のもと、6つのブランド・車名で生産された。当初デビューしたのは直列4気筒1,098ccのBMC・Aタイプエンジンを搭載するモーリス・1100（1962年8月）だけだったが、続いてMG・1100（ツインキャブエンジン。1962年10月）、オースチン・1100（1963年9月）、バンデン・プラ・プリンセス1100（1963年10月、ウォールナットと本革の内装やピクニックテーブルを持つ高級版。「ミニ・ロールス」と呼ばれた）、ウーズレー・1100（1965年9月。バンデン・プラほどではないが豪華な内装を持つ）、ライレー・ケストレル1100（同じく1965年9月。ウーズレーの内装にMGのエンジンを持つ）が順に登場した。車体は当初4ドアセダンだけだったが、1966年に3ドアワゴン、1967年に2ドアセダンが追加された。
1967年にはモーリスとオースチンはフロントグリルを幅を広げた新しいデザインで統一し、テールフィンを削るなどのマイナーチェンジを行ってMk IIに発展、同時に1,275ccエンジンを積んだ「1300」が全ブランドに登場し、翌1968年春には1100エンジンはモーリスとオースチンの廉価版だけに搭載されることとなった。
1968年にBLMCが成立すると、バッジエンジニアリングとはいえ6つのブランドでADO16を販売することも困難となり、車種整理の動きが始まる。1969年にはMGが2ドア・ツインキャブ70馬力の「MG・1300MkII」に絞られ、ライレー・ケストレルは消滅し、ライレーというブランド自体が消滅した。1971年にはモーリス・マリーナの登場に合わせモーリス・1100/1300が中止され、MG1300MkIIも生産終了となった。
1971年にはオースチン・1100/1300がマイナーチェンジを受け、流行の、しかしADO16には不似合いの黒いプラスチック製フロントグリルを与えられ、MkIIIに発展する。MGとライレーの消滅を補うためか、派手なホイールキャップやストライプ、当時流行のレザートップでスポーティに装ったツインキャブエンジンの「オースチン・1300GT」も登場した。
1973年、後継のオースチン・アレグロが登場するが、アレグロは奇抜なスタイルと楕円形のステアリングホイールが災いし不評であり、ADO16は根強い人気に支えられ、翌1974年まで生産は続行された。同年6月19日にオフラインした最後のADO16はヴァンデン・プラ1300であった。各ブランド別生産台数はモーリス801,966台、オースチン1,119,800台、MG124,860台、ライレー124,860台、ヴァンデン・プラ43,741台、ウーズレー27,470台であった。

## 日本でのADO16
ADO16は当時の日本にもMG・モーリス・ウーズレー・ライレーを扱う日英自動車、オースチン・ヴァンデン・プラを扱うキャピタル企業から相当数が輸入されたが、ヴァンデン・プラが1980年代後半からバブル景気のころまで一時的なブームとなり、多数の中古車が並行輸入された。また、自動車評論家の小林彰太郎は最終型のライレー・ケストレル1300を夫人用のセカンドカーとして20年以上にわたって愛用した。本田宗一郎も一時期所有していたヴァンデン・プラ・プリンセスは、日本テレビ系ドラマ「刑事貴族2」「刑事貴族3」でも水谷豊演じる刑事・本城慎太郎の愛車として登場した。

## 英国以外での生産

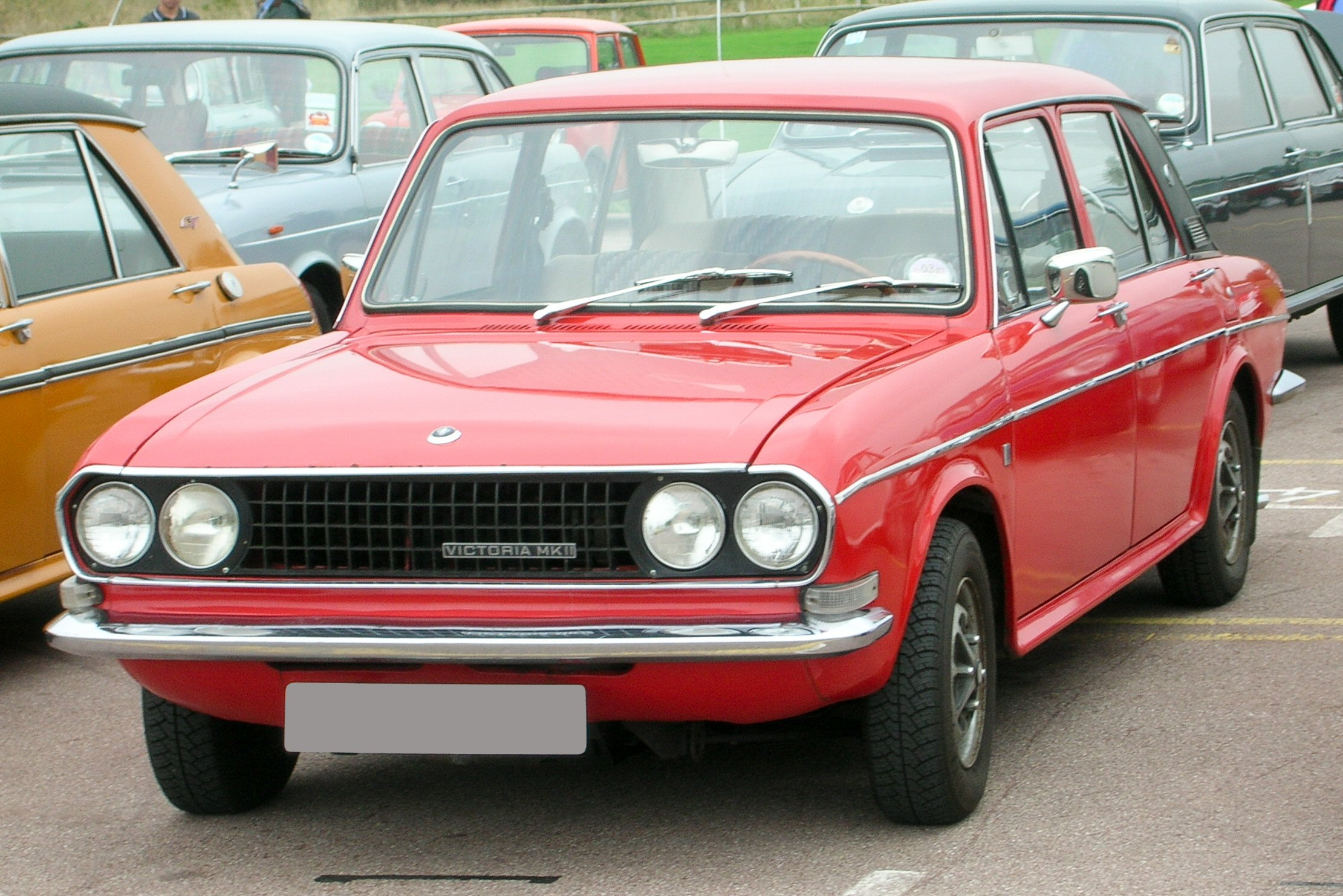
オースチン・ヴィクトリア(スペイン製)

スペインではジョヴァンニ・ミケロッティがボディ前後を変更して3ボックス型セダンとしたモデルが「オースチン・ヴィクトリア」として1972年から1975年まで生産され、同車は南アフリカにおいても「オースチン・アパッチ」として1977年まで生産された。オーストラリアでは1,500ccエンジンを積まれて「モーリス・ノマド」などの名称で生産された。イタリアでも「イノチェンティ・IM3」の名で生産された。